# 王文超
王文超（1950年6月—），男，河南临潁人，中华人民共和国官员。第十届全国人大代表。

## 生平
1976年至1983年，临颍县团委副书记。1983年至1985年，郑州大学哲学系学习。1985年至1987年，临颍县固厢乡党委书记，县委常委、宣传部长。1987年至1990年，舞阳县常务副县长。
1991年至1992年，漯河市政府秘书长兼办公室主任。1992年至1996年，漯河市市委常委、秘书长，期间在河南大学读经济管理研究生。
1996年至1999年，洛阳市市委常委、秘书长。1999年1月，洛阳市委常委，常务副市长。
2001年7月，郑州市委常委，常务副市长。后任郑州市委副书记、常务副市长；2003年2月，郑州市委副书记、代市长。2003年4月，郑州市委副书记、市长。2004年4月，再次当选市长，并当选第十届全国人大代表。2006年1月，郑州市委书记；2006年5月，河南省委常委、郑州市委书记。2010年1月30日，河南省人大常委会副主任。2010年7月，不再担任河南省委常委、郑州市委书记职务。